# 阿萨纳利·托卢巴耶夫
阿萨纳利·托卢巴耶夫，（俄语：Асаналы Толубаев，1896年4月6日（格里历：4月18日）—1962年8月31日），吉尔吉斯族，苏联党和国家领导人。曾任吉尔吉斯苏维埃社会主义共和国最高苏维埃主席团主席。

## 生平
- 1896年4月18日出生于七河州皮什佩克区查拉哥萨克村的一个贫农家庭。12岁起在当地贝伊家做雇农。
- 1928年-1930年，当地铁路工人。1928年加入联共（布）。
- 1930年-1933年，吉尔吉斯自治社会主义苏维埃共和国伏罗希洛夫区克孜勒-阿斯克村集体农庄农民。
- 1933年-1935年，联共（布）克孜勒-阿斯克村村委会书记。
- 1935年-1937年，克孜勒-阿斯克村村委会主席。
- 1937年-1938年7月，吉尔吉斯苏维埃社会主义共和国伏龙芝州伏罗希洛夫区克孜勒-阿斯克村集体农庄负责人。
- 1938年7月-1943年3月，吉尔吉斯苏维埃社会主义共和国最高苏维埃主席团主席。
- 1943年3月-1945年，伏龙芝州伏罗希洛夫区克孜勒-阿斯克村集体农庄负责人。
- 1945年-1953年，伏龙芝州伏罗希洛夫区克孜勒-阿斯克村村长。
- 1953年起退休。
- 1962年8月31日于伏龙芝逝世，享年66岁。

托卢巴耶夫是联共（布）18大代表；第1届苏联最高苏维埃联盟院代表；第1届吉尔吉斯苏维埃社会主义共和国最高苏维埃代表。

## 功绩
托卢巴耶夫为吉尔吉斯苏维埃社会主义共和国政治、经济、社会和文化生活各个领域的发展做出了巨大贡献。他为国民经济的发展、康德-巴雷克奇铁路、楚河运河的建设，以及苏德战争期间从苏联欧洲部分撤离的工业企业和人口的安置作出了特殊贡献。

### 文艺领域
1939-1940年在莫斯科举行的吉尔吉斯艺术和文学十年展。550名吉尔吉斯艺术家参与其中。超过3万名观众欣赏了他们的14场表演和音乐会。吉尔吉斯国家音乐剧院被授予列宁勋章，吉尔吉斯国家爱乐乐团被授予劳动红旗勋章。71名吉尔吉斯艺术家获得了苏联的勋章和奖章。因此，在20-30年代，吉尔吉斯斯坦的苏维埃文化虽然刚刚起步，但已经取得了多项成就。

### 文字改革
20世纪30年代后期，苏联政府开始将境内少数民族文字转换成西里尔文。在吉尔吉斯苏维埃社会主义共和国，这一问题于1939年首次被提出。吉尔吉斯语科学研究所起草了一份向吉尔吉斯语字母表向西里尔文过渡的草案，并提出来进行广泛讨论。1940年12月，吉尔吉斯苏维埃社会主义共和国最高苏维埃通过了新字母表和新正字法草案。西里尔吉尔吉斯文法案于1941年9月12日经吉尔吉斯苏维埃社会主义共和国最高苏维埃主席团法令批准。托卢巴耶夫为将吉尔吉斯文字从拉丁字母转换成西里尔文做出了巨大贡献。

### 苏联1939年人口普查
托卢巴耶夫领导吉尔吉斯苏维埃社会主义共和国成功完成了苏联1939年人口普查。人口数据分布如下：
| № | 州           | 吉尔吉斯族 | 俄罗斯族 | 乌兹别克族 | 乌克兰族 | 哈萨克族 | 鞑靼族 | 德意志族 | 塔吉克族 | 维吾尔族 | 其他  | 总计    |
| - | ------------ | ---------- | -------- | ---------- | -------- | -------- | ------ | -------- | -------- | -------- | ----- | ------- |
| 1 | 贾拉拉巴德州 | 156628     | 21398    | 49287      | 14128    | 2074     | 3748   | 620      | 1627     | 999      | 3985  | 254494  |
| 2 | 伊塞克湖州   | 91201      | 55181    | 2467       | 13698    | 3389     | 1927   | 216      | 39       | 1266     | 4786  | 174170  |
| 3 | 奥什州       | 242575     | 36468    | 90884      | 10502    | 1790     | 7904   | 255      | 8881     | 5339     | 11541 | 416139  |
| 4 | 塔拉斯州     | 57678      | 10211    | 1789       | 10726    | 2527     | 526    | 4416     | 38       | 73       | 709   | 88693   |
| 5 | 天山州       | 117758     | 5204     | 1004       | 960      | 539      | 609    | 97       | 12       | 254      | 580   | 127017  |
| 6 | 伏龙芝州     | 88483      | 174454   | 6120       | 87285    | 13606    | 5303   | 6137     | 73       | 1481     | 14758 | 397700  |
| - | 总计         | 754323     | 302916   | 151551     | 137299   | 23925    | 20017  | 11741    | 10670    | 9412     | 36359 | 1458213 |

各族人口在各州占比如下：
| № | 州           | 吉尔吉斯族 | 俄罗斯族 | 乌兹别克族 | 乌克兰族 | 哈萨克族 | 鞑靼族 | 德意志族 | 塔吉克族 | 维吾尔族 | 其他 |
| - | ------------ | ---------- | -------- | ---------- | -------- | -------- | ------ | -------- | -------- | -------- | ---- |
| 1 | 贾拉拉巴德州 | 61.5       | 8.4      | 19.4       | 5.6      | 0.8      | 1.5    | 0.2      | 0.6      | 0.4      | 1.6  |
| 2 | 伊塞克湖州   | 52.4       | 31.7     | 1.4        | 7.9      | 1.9      | 1.1    | 0.1      | -        | 0.7      | 2.8  |
| 3 | 奥什州       | 58.3       | 8.8      | 21.8       | 2.5      | 0.4      | 1.9    | -        | 2.1      | 1.3      | 2.9  |
| 4 | 塔拉斯州     | 65.2       | 11.5     | 2.0        | 12.0     | 2.8      | 0.6    | 5.0      | -        | -        | 0.9  |
| 5 | 天山州       | 92.7       | 4.1      | 0.8        | 0.8      | 0.4      | 0.5    | -        | -        | 0.2      | 3.7  |
| 6 | 伏龙芝州     | 22.4       | 43.9     | 1.5        | 21.9     | 3.4      | 1.3    | 1.5      | -        | 0.4      | 3.7  |

### 1941年姓氏改革法案
1941年元旦，吉尔吉斯苏维埃社会主义共和国最高苏维埃颁布了《吉尔吉斯族公民姓氏，父名和名字法案》。根据该法律，每个吉尔吉斯族公民都被分配了姓氏、名字和父名。此法案解决了吉尔吉斯族公民在以下方面的不便：
- 向教育机构申请毕业文凭
- 参加苏联红军
- 参加选举等

法案包括以下要点：
- 年满18周岁公民可随意改变姓氏。
- 建议吉尔吉斯苏维埃社会主义共和国公民选择以“ov/ova”、“ev/eva”和“in/ina”结尾的姓氏；父名部分，男孩的名字以“ovich”和“evich”结尾，女孩的名字以“ovna”和“evna”结尾。
- 不建议公民取Bay（拜）、Bey（贝伊）、Khoji（霍集）、Mirza（米尔扎）、Khan（汗）等体现封建色彩的词语作为姓氏和名字。

## 纪念
比什凯克市第49中学以托卢巴耶夫命名。

## 荣誉
- 列宁勋章（1941）